# Teresa Shaw
Teresa Shaw Urioste (Montevideo, 1951) es una poeta, filóloga, traductora y editora uruguaya, residente en Barcelona.

## Biografía
Teresa Shaw nació en Montevideo, Uruguay en 1951. En su país natal realizó estudios de literatura en el Instituto de Profesores Artigas y en la Universidad de la República. Tomó cursos de pintura en el taller de Joaquín Torres García en Montevideo, pero abandonó esta disciplina al dejar Uruguay. Desde 1976 reside en Barcelona, España, en cuya Universidad se licenció en Filología Hispánica. Actualmente labora como profesora de educación secundaria.

## Carrera literaria
Shaw ha sido cofundadora y editora de la fenecida revista poética 080 poesía, Barcelona; y ha participado en diversos recitales poéticos y en varios ciclos de poesía.
Poemas suyos han aparecido en diversas revistas de poesía, como Tres al cuarto, Hora de poesía, El signo del gorrión, entre otras. Su poesía ha sido considerada en varias antologías, como Barcelona: 25 años de poesía en lengua española (Granada: Ficciones revista de letras, 2002); Las poetas de la búsqueda (Zaragoza: Libros del Innombrable, 2002); The Other Poetry of Barcelona: Spanish and Spanish-American Women Poets (Oakland, California: Corner Magazine - InteliBooks, 2004); Com l'edat d'or des de la terra obscura (Sabadell: Papers de Versàlia, Nº Llop, Tardor 2005); Orfeo XXI: Poesía española contemporánea y tradición clásica (Gijón: Llibros del Pexe - Cátedra Miguel Delibes - Colección Punto de Encuentro 1, 2005); Bajo Sur. Muestra de poesía actual: Chile, Argentina, Uruguay (París: Cahiers de LI.RI.CO. Nº 2, 2006); y Poesía del espacio interior: 12 poetas en Barcelona nacidas/os en las décadas de los 40 y 50 (Castelldefels: Revista de literatura Alga, Nº 64, otoño 2010).
Como traductora, ha publicado una versión al español del libro Wooroloo (1998) de la poeta y artista plástica Frieda Hughes, hija de los poetas Sylvia Plath y Ted Hughes.

## Obra
Sobre la poesía de Teresa Shaw, el poeta Jaime Siles dice: 

Podríamos hablar de un realismo trascendente, pero también de una condensación no hermética: de una desnudez inversa a la de la poesía pura […] objetiva un sentido que no se polariza y traduce algo que supera y va más allá […] presenta epifánicamente la emoción y la melodía de las cosas, como si estas fueran algo más que su simple estar ahí
J. S. Prólogo a Destiempo.

Por otra parte, el poeta uruguayo Alfredo Fressia dice:

[…] Enfrentados a esta obra hecha de alusiones y elusiones, descubrimos un discurso lírico que no parece dispuesto a hacer revelaciones biográficas y que se niega a la mera elegía, sea esta personal o histórica, por más que todo esto hubiera podido componer un legítimo tema lírico. Shaw habla poco de sí misma, no pretende narrar una biografía, sin duda porque quiere entender la vida en un nivel más hondo, donde la anécdota personal ya no importa. Tan poco importa, que hasta se permite mencionarla, como efectivamente lo hace a veces […]
A. F. Prefacio a El lugar que contemplas.

### Poesía

#### Plaquettes
- Evocación de la luz. Barcelona: Ed. Bauma - Cuadernos de Poesía, 1994.
- Instantáneas. Barcelona: Editorial Café Central, 1999.

#### Libros de poemas
- Destiempo. Prólogo de Jaime Siles. El Vendrell: March Editor - Colección Biblioteca Íntima 8, 2003.
- El lugar que contemplas. Prefacio de Alfredo Fressia. El Vendrell: March Editor - Colección Biblioteca Íntima 28, 2009.

### Traducción
- Hughes, Frieda. Wooroloo. Barcelona: Plaza & Janés Editores S. A. – Colección Debolsillo Poesía 67, 2002.